# Cyathipodia
Cyathipodia is een geslacht van schimmels behorend tot de familie Helvellaceae. De typesoort is Cyathipodia platypodia.

## Soorten
Volgens Index Fungorum telt het geslacht drie soorten (peildatum december 2023):
| Soortnaam                 | Auteur(s)         | Publicatiejaar |
| ------------------------- | ----------------- | -------------- |
| Cyathipodia lerchenfeldii | (Schulzer) Boud.  | 1907           |
| Cyathipodia longipes      | Boud.             | 1907           |
| Cyathipodia tomentosa     | (Schumach.) Boud. | 1907           |